# محصولات یاهو!

## یاهو ۳۶۰
یاهو ۳۶۰ یک درگاه ارتباطی شخصی است که توسط یاهو اداره می‌شود. و مشابه سایت‌های دیگر شبکه‌های ارتباط اجتماعی است. گسترش سایت تقریباً تمام شده و این سایت دیگر فعالانه حمایت نمی‌شود. یاهو شامل ۳۶۰ وبلاگ، شبکه اجتماعی، اشتراک تصویر و... است. کاربران می‌توانند وبسایت‌های شخصی خلق کنند، با استفاده از  یاهو، تصویرهای دلخواه خود را به اشتراک بگذارند، مطالب دلخواه خود را در بخش وبلاگ  قرار دهند، در قسمت درباره من  دربارهٔ خصوصیات و علایق خود توضیح دهند،آنلاین بودن دیگر دوستان خود را ببینند،آخرین مشاهدات خود را از سایر سایت‌ها به اشتراک بگذارندو... .
از ۲۹ مارس ۲۰۰۵ که این سایت تأسیس شده تا امروز بیش از ۲ میلیون کاربر در آن عضو شده‌اند.
تا ۲۴ نوامبر ۲۰۰۵ فقط کاربران دعوت شده توانایی استفاده از این سایت را داشتند ولی در حال حاضر این سایت فقط برای افراد بالای ۱۳ سال قابل استفاده‌است.

### آموزش
سایت یاهو فضایی را در اختیار کاربران این سایت قرار می‌دهد که یاهو ۳۶۰  نام دارد. یاهو ۳۶۰ در واقع صفحه ایست که به چند قسمت تقسیم شده که از این قسمت‌ها می‌توان قسمت  comments ,blog ,friends ,feeds, about me,  review، و... را نام برد.در قسمت friends نام کسانی به چشم می‌خورد که برای شما دعوتنامه دوستی فرستاده‌اند، یا شما برای آن‌ها این دعوتنامه را فرستاده‌اید و آن‌ها هم پذیرفته‌اند. که با کلیک بر روی نام یا تصویر آن‌ها مستقیما به صفحه آن‌ها هدایت خواهید شد. در قسمت blog مطالب دلخواه خود را می‌توانید قرار دهید تا کسانی که صفحه شما را باز می‌کنند این مطالب را بخوانند و نظر خود را برای شما بنویسند.
Commentsها همان  نظراتی هستند که بینندگان صفحه شما برای شما ارسال کرده‌اند.درfeeds صفحه شما عنوان مطالبی به چشم می‌خورد که شما از پیوند RSS صفحه مربوطه برای لینک کردن آن مطلب به صفحه خود استفاده کرده‌اید. 
علاوه بر این قسمت‌ها می‌توان زمینه صفحه را با عکس‌های دلخواه آراست.

## گروه‌های یاهو
گروه‌های یاهو یک سرویس رایگان گروه‌ها و ارسال  نامه الکترونیکی به صورت دسته جمعی  است که با گروه های گوگل رقابت می‌کند. این سرویس وقتی که یاهو را در آگوست ۲۰۰۰ به دست آورد، شکل گرفت.  eGroups   گروه‌ها  رده‌هایی مشابه  لغت‌نامه یاهو طبقه‌بندی شده‌اند.  گروه‌های یاهو  خدمات دیگری را نیز ارائه می‌کند مانند آلبوم عکس یاهو، ذخیره فایل، تقویم، رای‌گیری و بارگذاری مطالب. 
در این سرویس پیام‌های گروهی به صورت ایمیل برای اعضا ارسال می‌شوند و یک نسخه از آن‌ها نیز در صفحه اصلی گروه قابل مشاهده‌است. هنگام تکمیل فرم اینترنتی ثبت نام اعضا انتخاب می‌کنند که ایمیل‌های شخصی از سایرین دریافت کنند یا خیر. و اینکه مطالب جدید ارسالی از سایر کاربران به تمامی اعضای گروه را در ایمیل خود ببینند یا در سایت.
بعضی گروه‌ها  لیست‌های خبری دارند که فقط مدیران  می‌توانند آن‌ها را بنویسند. در حال که برخی دیگر لیست‌های بحثی دارند که اعضا می‌توانند در آن مشارکت کنند.

### تاریخچه
گروه‌های یاهو در سال ۱۹۹۸ به عنوان یک سرویس بسط استدلالی تأسیس شد که اکنون نیز توسط تابلو پیام‌های یاهو، تقویم، پروفایل و... در حال گسترش است. این سرویس در ابتدا با نام کلوب‌های یاهو شناخته شده بود. 
بر خلاف دیگر محصولات یاهو، این محصول طوری طراحی شده که به کاربران اجازه کنترل عمیق تر در ایجاد گروه‌ها، عضویت  و ارتباط می‌دهد.  
پیشرفت‌های این سرویس توسط دوگ هیرچ (مدیر تولید) و مت جکسون (مهندس هدایت) رهبری می‌شدند که هر دو شرکت را ترک کرده‌اند.
گروه‌های یاهو به سرعت رشد کردند و اکنون یکی از بزرگترین  ایجادکننده ترافیک در شبکه سرویس، یاهو به‌شمار می‌رود. امروزه این سایت  جزو ۵ سایت برتر یاهو از نظر تعداد مشاهده کنندگان سایت است.
در سال ۱۹۹۹، یاهو eGroups.com را که یکی از محبوبترین ورایج‌ترین محصولات ارسال پیام دسته جمعی به‌طور هم زمان  است، به دست آورد. ۸ ماه بعد یاهو eGroups.com را با گروه‌های یاهو ترکیب کرد. که نتیجه آن ترکیبی از هر دو سرویس برای کاربران است.
گروه‌های یاهو بین سال‌های ۲۰۰۰ تا ۲۰۰۵ پژمرده شد. در سال ۲۰۰۱ یاهو گروه‌های به حد رشد رسیده را از فهرست راهنمای خود حذف کرد. که این کار باعث شد ارتباط با این گروه‌ها بسیار دشوار شود. زیرا در این صورت هر کاربری که می‌خواست گروه بالغی پیدا کند باید نام دقیق آن گروه را می‌دانست یا تلاش می‌کرد که آن گروه را از طریق فهرست راهنمای گروه‌های بزرگسالان بیابد. با این حال گروه‌های بزرگسال و به حد رشد رسیده در یاهو به گسترش خود ادامه دادند. در سال ۲۰۰۵ توانایی تولید منافع از طریق تبلیغات مربوط به جستجو در یاهو دوباره زنده شد. این موضوع به آرامی باعث ایجاد خصوصیات جدیدی در یاهو شد.

### لیست خصوصیات
- ابزار وب اختیاری  برای مدیر، اعضا، عموم(برخی از ابزارها)
  - بی بی اس  :  به وسیله فرم‌ها یا شناسه ایمیل اعضا پست می‌شود. که با انتخاب اختیاری  بین اعضا توزیع می‌شود. و در آرشیو گروه ذخیره می‌شود. و روی آن‌ها هیچ تغییری به جز حذف انجام نمی‌شود.
  - البوم عکس(۱۰۰مگا بایت): متشکل از آلبوم/ ساختار ناخنی است.
  - ذخیره فایل(۱۰۰ مگا بایت): توانایی ذخیره فایل با هر فرمتی را دارا است.
  - لغت‌نامه :انتخابی برای پوشه‌ها و برچسب موضوعات برای هر لینک.
  - رای گیری:  اعضا می‌توانند انتخاب‌های چند گزینه‌ای تولید کنند.
  - پایگاه داده‌ها: تا ده جدول که هرکدام تا هزار سطر و ده ستون گنجایش دارند.
  - لیست اعضا:فهرست طولانی پروفایل اعضای گروه که ثبت نام کرده‌اند. و اساسی ترسن اطلاعاتی که اعضا وارد کرده‌اند.
  - تقویم:سیستم برنامه‌ریزی برای کلوب‌ها با وقایع سالانه.
  - ترویج کردن: جعبه  HTML برای نمایش سایت ها(برای عضویت در یک گروه).
- صاحبان اجرایی/مدیران (کسانی که مطالب ارسالی توسط سایر کاربران را  تأیید می‌کنند).
  - دعوت: برای دعوت اعضای بیشتر از طریق ارسال [ایمیل].
  - مدیریت اعضا(تایید عضویت اعضای جدید، حذف اعضا)
  - اختیارات: تغییرات صفحه اصلی سایت گروه، مطالب نمایش داده شده و... .
  - تصدیق تصاویر و مطالب ارسالی.
  - ابزار مدیریتی وب:اختیاری برای مدیران، اعضا و عموم.

از بهار ۲۰۰۶، یاهو امکان چت در گروه‌های یاهو را از بین برده‌است.

### ثبت نام
اعضای جدید برای ثبت نام باید وارد گروه‌های یاهو شده و فرم ثبت نام را تکمیل کنند. تا پس از تأیید توسط مدیر گروه به عضویت گروه در آیند. و همچنین می‌توانند گروه‌های جدیدی را ایجاد کنند که آن نیز پس از تأیید مدیر گروه در لیست گروه‌ها بر حسب موضوع در بخش مربوط ثبت می‌شود. وقتی گروه جدیدی ایجاد می‌شود، یک ادرس سایت و یک آدرس ایمیل دریافت می‌کند.

### بهترین گروه‌های یاهو
پس از بررسی گروه‌ها، نتایج بررسی منتشر می‌شود. که از هر رده سه گروه انتخاب می‌شوند. برای مشاهده لیست بهترین گروه‌ها این لینک را دنبال کنید: 
http://in.promos.yahoo.com/groups/bestofyahoo/ بایگانی‌شده  در ۲۶ دسامبر ۲۰۰۸ توسط Wayback Machine

### این سایت‌ها را نیز ببینید
- Convos
- Google Groups
- MSN Groups
- Meetup.com

### لینک‌های خارجی
- Yahoo! Groups (US).۱
- Yahoo! Groups (UK).۲
- Yahoo! Groups (India).۳ بایگانی‌شده  در ۳ دسامبر ۲۰۰۸ توسط Wayback Machine
- Yahoo! Groups (Canada).۴ بایگانی‌شده  در ۳ دسامبر ۲۰۰۸ توسط Wayback Machine
- Yahoo! Groups (Australia).۵ بایگانی‌شده  در ۱۴ دسامبر ۲۰۰۸ توسط Wayback Machine
- Yahoo! Groups (France).۶ بایگانی‌شده  در ۲۴ مه ۲۰۰۲ توسط Wayback Machine
- Yahoo! Groups (Mexico).۷ بایگانی‌شده  در ۳ دسامبر ۲۰۰۸ توسط Wayback Machine
- Yahoo! Groups (Brazil).۸ بایگانی‌شده  در ۳ دسامبر ۲۰۰۸ توسط Wayback Machine
- Turkish Yahoo! Groups Archive .۹

## پاسخهای یاهو
این سرویس کاربران را قادر می‌سازد که سؤالات خود را بپرسند و به سؤالات پرسیده شده توسط سایر کاربران پاسخ دهند. این سرویس با سرویس  پرسش ماورای فیلتر رقابت می‌کند. 
پاسخ‌های یاهو از سیستم مرحله‌ای استفاده می‌کند که به وسیله آن، مراحل به پرسیدن، پاسخ دادن به سؤالات، و تشخیص اینکه کدام پرسش‌ها  یا پاسخ‌ها حذف شوند، یا گرفتن گزارش اختصاص داده می‌شوند. پاسخ‌های یاهو سایتی است که توسط خود کاربران اداره می‌شود. و با استفاده از امتیاز دهی به کاربران آن‌ها را  تشویق به پاسخ به سؤالات می‌کند.  در دسامبر ۲۰۰۶، ۶ میلیون کاربر و ۶۵ میلیون پاسخ داشت.

### اداره سایت
تقریبا هر سؤالی در یاهو مجاز است. به جز سؤالاتی که قوانین سایت را زیر پا بگذارند. برای تشویق کاربران به پرسیدن سؤالات خوب، شرکت‌کننده‌های  فعال  گهگاه در صفحه بلاگ یاهو ۳۶۰ نمایش داده می‌شوند. با توجه به اینکه خود این سرویس رایگان است، محتوی پاسخ‌ها متعلق به پرسش‌کننده‌است. یاهو سؤالات و پاسخ‌ها را در معرض دید عموم قرار می‌دهد. چت به صورت صریح در قوانین سایت ممنوع اعلام شده‌است. با این حال کاربران این اختیار را دارند که ID خود را در یاهو مسنجر، در صفحه پروفایل خود بنویسند تا بقیه ببینند.
برای  باز کردن یک حساب کاربری در پرسشهای یاهو، نیاز به یک آی دی در یاهو دارید. و می‌توانید از هر نامی برای شناساندن خود به یاهو استفاده کنید.

### آموزش
یکی دیگر از امکانات جالب یاهو yahoo answers  می‌باشد . این برنامه امکان پرسش و پاسخ را در مورد موضوعات مختلف در سراسر دنیا فراهم می‌کند.
برای استفاده از این امکان یاهو کافی است یک ایمیل در یاهو داشته باشید. از همان می‌توانید برای ورود به پاسخ‌های یاهو استفاده کنید. برای این کار می‌توانید از طریق سایت یاهو اقدام کنید به این صورت که ابتدا وارد www.yahoo.com شوید و از قسمت بالای صفحه   yahoo answers را انتخاب کنید. که علامت سبز رنگی دارد.  در گوشه سمت راست بالای صفحه دو گزینه sign in  و sign up  دیده می‌شود. اگر برای اولین بار است که وارد پاسخ‌های یاهو می‌شوید و قصد استفاده از آن را دارید، گزینه  sign up را انتخاب کنید. با انتخاب این گزینه  صفحه‌ای که پیش روی شما باز می‌شود یک فرم ثبت نام است. اطلاعاتی از قبیل نام نام خانوادگی، سن، جنسیت، ایمیل، و نیز توضیح کوتاهی در مورد خصوصیات و علایقتان را از شما می‌خواهد که برخی به صورت اختیاریند ولی برخی دیگر باید حتماً درج شوند. 

توجه داشته باشید که شما برای ورود به قسمت پاسخ‌های یاهو از همان ایمیل و رمز عبور  خود که در سایت یاهو باز کرده‌اید استفاده خواهید کرد. به عبارت دیگر برای ورود به این قسمت باید قبلاً ایمیلی در یاهو داشته باشید.

بنابراین در هنگام پر کردن فرم ثبت نام ایمیل و گذرواژه پیشین خود را در قسمت مربوطه وارد نمایید.
پس از پر کردن فرم گزینه register را انتخاب کنید.

با انتخاب این گزینه اگر تمام مراحل قبلی را به درستی انجام داده باشید، به صفحه‌ای هدایت خواهید شد که صفحه نخست yahoo answers  می‌باشد. در این قسمت شما لیست آخرین پرسش هارا که توسط کاربران پرسیده شده مشاهده خواهید کرد.

حال روش استفاده از آن را بررسی می‌کنیم. در صفحه اصلی با انتخاب my profile از گوشه سمت راست بالای صفحه به profile  خود هدایت خواهید شد. در بالای این صفحه سه گزینه وجود دارد. که عبارتند از : ask , answer ,discover       
با انتخاب گزینه ask وارد صفحه‌ای می‌شوید که در آن می‌توانید سؤال خود را بپرسید. به این صورت که ابتدا سؤال خود را به‌طور خلاصه در قسمت بالاتر صفحه می‌پرسید. 
زیر این قسمت کادری وجود دارد که در آن می‌توانید توضیح کاملی در مورد سؤال خود بدهید. هرچه این توضیح جامع تر وکوتاه تر باشد، شما پاسخ‌های بهتری از سایر کاربران دریافت خواهید کرد.
سپس شما حوزه سؤال خود را انتخاب می‌کنید به‌طور مثال کنار گزینه اجتماعی، باغبانی، علمی، محصولات یاهو یا ... را تیک بزنید.

عبارتی که در اولین کادر وارد کرده‌اید توسط بقیه کاربران که از صفحه خود گزینه ask را انتخاب کرده‌اند و حوزه پاسخ گویی انتخابی شان با حوزه سؤال شما یکی باشد دیده خواهد شد. پس سعی کنید این قسمت از سؤالتان خواننده را تشویق به پاسخ دادن به آن سؤال کند.
با انتخاب گزینه answers به صفحه‌ای هدایت خواهید شد که موضوعات مختلفی را در حوزه‌های مختلف در اختیار شما قرار می‌دهد تا انتخاب کنید وپاسخ دهید.
شما از بین موضوعات پیشنهادی در گوشه سمت چپ یکی را انتخاب کرده و در صفحه‌ای که باز می‌شود لیستی از پرسشهای اخیر با محوریت موضوع انتخابی شما دیده خواهد شد. شما در این مرحله فقط قادر خواهید بود عبارتی را که کاربر در کادر اول - که در بالا توضیح داده شد- وارد کرده را ببینید. در زیر سؤال توضیحاتی وجود دارند که تعداد پاسخ‌های داده شده تا آن زمان به سؤال مورد نظر، مدت زمان سپری شده از زمان پرسیدن آن سؤال، حوزه سؤال و... را نشان می‌دهند.

شما می‌توانید با رفتن به صفحه‌های  قبل و بعد تمامی سؤالات را در آن زمینه ببینید و به انتخاب خود هر یک را پاسخ دهید. برای پاسخ دادن به سؤال یا مشاهده جزییات آن کافی است بر روی سؤال مورد نظر کلیک کنید. با کلیک بر روی آن  توضیحات کاملی را که سؤال‌کننده ثبت کرده و نیز پاسخ‌هایی را که سایر کاربران به آن سؤال داده‌اند، قابل مشاهده خواهد بود. اگر قصد پاسخ دادن به آن سؤال را دارید روی کلمه answer که بالای پاسخ‌های بقیه و زیر توضیحات سؤال قرار دارد کلیک کنید. حال در صفحه‌ای که پیش روی شماست پاسخ خود را تایپ کنید. در گوشه سمت راست در بالای کادری که پاسخ خود را در آن تایپ کردید گزینه check spelling قرار دارد که بیشتر مورد استفاده کاربرانی است که زبان مادری ان‌ها به جز انگلیسی است.

کادر دیگری پایین کادر اول وجود دارد که این امکان را به شما می‌دهد که اگر در پاسخ به آن سؤال از منبعی استفاده کردید در این محل آن را ذکر کنید. البته کاربران تمایل چندانی به پر کردن این قسمت ندارند.

یکی از امکانات جالب این سایت که کاربران را به مشارکت بیشتر در پاسخگویی و پرسش سؤالات تشویق می‌کند امتیازدهی آن می‌باشد. به این صورت که هر کاربر بعد از عضویت ۱۰۰ امتیاز دریافت می‌کند. با پاسخ دادن به هر سؤال کاربر ۲ امتیاز دریافت می‌کند و اگر پاسخش توسط پرسش‌کننده یا خود سایت و با رای‌گیری از سایر کاربران به عنوان بهترین پاسخ انتخاب شود ، ۱۰ امتیاز دریافت خواهد کرد. به ازای هر روزی که از تاریخ عضویت شما سپری شود ، ۱ امتیاز دریافت خواهید کرد. و با رای دادن به پاسخ‌ها به عنوان بهترین پاسخ نیز ۱ امتیاز می‌گیرید. و با پرسیدن هر سؤال ۵ امتیاز از دست می‌دهید. برای رسیدن به سطح دو .......

اگر شما سؤالی پرسیده‌اید و از یکی از پاسخ‌ها خوشتان آمده و می‌خواهید آن را به عنوان بهترین پاسخ داده شده انتخاب کنید کافی است از پروفایل خود  سؤالی را که پرسیده‌اید انتخاب کرده و در زیر آن سؤال از بین پاسخ‌هایی که مشاهده می‌کنید گزینهchoose as best answer را برای پاسخ مورد نظرتان انتخاب کنید. می‌توانید درجه پاسخ را نیز از جهت مفید بودن با پر کردن ستاره‌هایی  که  در کنار آن وجود دارد به پاسخ دهنده اعلام کنید.

برای هر سؤالی ۳ روز زمان داده می‌شود که کاربران در این مدت به آن پاسخ می‌دهند. فقط تا پیش از اتمام این سه روز فرصت دارید که بهترین پاسخ را انتخاب کنید. پس از این سه روز یاهو سؤال شما را به همراه پاسخ‌ها به رای‌گیری خواهد گذاشت. و هر پاسخی که بیشترین رای را بیاورد به عنوان بهترین پاسخ انتخاب خواهد شد. مدت زمان این رای‌گیری ۵ روز است ولی اگر پاسخ‌هایی با تعداد رای مساوی وجود داشته باشند این زمان طولانی تر نیز خواهد شد تا زمانی که دیگر تعداد رای‌ها مساوی نباشد.
سؤالهای پرسیده شده، و پاسخ‌های داده شده توسط شما در صفحه پروفایل شما قابل مشاهده‌است.
در قسمت سوم که همان discover  می‌باشد شا می‌توانید پرسش‌ها و پاسخ‌های رد و بدل شده بین سایر کاربران، بهترین پاسخ‌ها را که انتخاب شده‌اند و توضیحات آن‌ها را مشاهده کنید.

## یاهو مسنجر
پیغام‌رسان فوری شرکت یاهو برای شما این امکان را فراهم می‌آورد تا با افراد در هر گوشه‌ای از دنیا به صورت برخط صحبت نمایید. برخلاف سیستم ایمیل، مکالمات این گونه نرم‌افزارها بلافاصله پس از ارسال نمایش داده می‌شوند.

## yahoo ۷
یاهو ۷ یک شرکت مشارکتی  ۵۰ -۵۰  بین شرکت seven network و Yahoo! Inc در استرالیا است.
طبق  نتایج حاصل از بررسی شرکت تجزیه و تحلیل ترافیک وب ، ۵٫۲  میلیون از ۱۱٫۶ میلیون کاربران فعال در رسانه  دیجیتالی جهان در استرالیا در آوریل ۲۰۰۷ که از یاهو۷ دیدن کرده‌اند، به ۴۵ درصد جمعیت فعال آنلاین رسیده‌اند.
صفحه اصلی یاهو۷ و پست الکترونیکی آن را جزو ۲۰ وبسایت اول در رده بندی خود قرار داده‌است.
که یک سرویس هوشمند  رقابتی است، اخیرا Hitwise سرویس یاهو ۷ به همه استرالیایی‌ها سرویس می‌دهد، شامل رده سنی جوانان، حرفه‌ای‌ها و ... .
قسمتی از Yahoo! Inc 
و Seven Media Group
یاهو۷ دارایی‌های آنلاین  Yahoo! Inc و مضمون  تلویزیون و نشریات seven network و Pacific Magazines را گردآوری می‌کند.
این شرکت همچنین  جستجوی یاهو و توانایی‌های ارتباطی و و شبکه جهانی آن را با رسانه غنی شرکت Seven  و 
سرگرمی و قابلیت‌های بازاریابی ترکیب می‌کند.

### تاریخچه
یاهو۷ در ژانویه ۲۰۰۶ 
تأسیس شد و با کانال تلویزیونی [ http://en.wikipedia.org/wiki/Seven_Network ]
انتشار دهنده مجله  Pacific Magazines   و [!http://en.wikipedia.org/wiki/Yahoo! Yahoo]
در استرالیا و نیوزلند وخصوصیات آنلاین  آن‌ها ترکیب شد.
قبل از ژانویه ۲۰۰۶  شرکت به صورت مستقل به عنوان یاهوی استرالیا و نیوزلند به کار انداخته شد. که برای اولین بار اداره خود را در سال ۱۹۹۷ در استرالیا به راه انداخت.
یاهو۷ به اداره جدید خود در Millers Point, Sydney,   رفت. در نوامبر با شرکت دیگری که به عنوان شرکت خواهر آن شناخته شده‌است یعنی , Yahoo! Search Marketing شریک شد.
جست و جوی بازاریابی یاهو  کلا متعلق به  Inc
است. و به‌طور مستقل  لیست جستجو را برای دیگر سایت‌ها مانند یاهو۷ ninemsn، Fairfax Media و News Ltd. فراهم می‌کند.
در دسامبر ۲۰۰۶  یاهو۷ و Telecom New Zealand
اقدام به کار مشترکی در نیوزلند کردند که حاصل کار Yahoo!Xtra. نام گرفت.
در اواخر اکتبر  ۲۰۰۸ میان  مرکز تجارت وسیع شهر، یاهو۷ تقلیل شغلی در شرکت خود اعمال کرد که بنا به گفته ها تعداد ۱۰ درصد از نیروی کار را تحت تأثیر قرار داد. .

### محصولات و خدمات

#### محتوی و مضمون
یاهو۷ آمیخته‌ای از  درخواست‌های کاربران  مانند ایمیل، جست و جو و پیام فوری است.
از آنجایی که یاهو۷ بازار فروش دیجیتالی برای Seven network و Pacific Magazines
است، توانایی تولید و تراکم محتوی پوشش خبر, ورزش, فیلم, مسافرت, موسیقی و ویدیو را دارد.
مدخل تلویزیونی یاهو۷ یک راهنمای تلویزیونی رایگان را به‌طور آنلاین فراهم می‌کند که اطلاعاتی را دربارهٔ اکثر شبکه‌های رایگان داراست. این مدخل همچنین اخبار اخیر و اطلاعاتی از برنامه‌های شبکه۷ مانند Heroes, Ugly Betty, Desperate Housewives, Home & Away, Grey's Anatomy  و
Lost را ارائه می‌دهد.
در مارس ۲۰۰۷ یاهو۷ مدخل سبک جدیدی را معرفی کرد که ترکیبی است از محتوی یاهو۷، مجله  Pacific 
و  Seven.
سبک یاهو۷ منبعی است  برای هزاران دستور العمل، مد، نگارخانه تصویر، اخبار اخیر دربارهٔ اشخاص معروف و...

### جست و جو
یاهو۷ سرویس موتور جست جو را نیز مانند دیگر سرویس‌های جست و جوی مجازی مثل تصاویر یاهو۷، ویدیو یاهو۷، اخبار یاهو۷، یاهوی محلی، و خرید یاهو.
یاهو۷ اخیرا مرحله جدیدی را با عنوان       جست و جوی متحد
معرفی کرده‌است. که توسط  موتور جست و جوی یاهو۷ که آلفا (                                                                                                                                                                              Alpha)
  
نامیده می‌شود گسترش یافته‌است.
آلفا کاربران را قادر می‌سازد که ترکیبی از نتایج جست و جوی تصویر، پاسخ‌ها، ویدیو، اخبار و حتی نتایج جست و جوی  ویکی‌پدیا را در یک صفحه مشترک ببینند. 
پاسخ‌های یاهو  در یاهو۷ نیز با عنوان پاسخ‌های یاهو۷ با همان خدمات وجود دارد.

### ارتباطات
یاهو۷ خدمات اینترنتی متنوعی مانند ایمیل  یاهو                                                                
و یاهو مسنجر، و همچنین سرویس اجتماعی شبکه وخدمات خودگردان توسط کاربران مانند Yahoo! Mail, Yahoo! Messenger , My Web , Yahoo! Groups , Yahoo! Video , Jumpcut.com, Flickr  ارائه می‌کند.

### موبایل
سرویسی که یاهو۷ برای موبایل ارائه می‌دهد شامل سرویس پیام  سریع، ایمیل و پیغام فوری، اطلاعات، بازی‌ها و سرگرمی، زنگهای موبایل و بازی‌های موبایل و...است.

### خدمات
یاهو۷ همچنین  سرویس تجارت در محیط‌های خرید و... را ارائه می‌کند.

### لینک‌های خارجی
- Yahoo!۷
- Seven Network
- Pacific Magazines بایگانی‌شده  در ۳ دسامبر ۲۰۰۷ توسط Wayback Machine

## ایمیل یاهو
ایمیل یاهو سرویس پیام‌رسان الکترونیکی است که بر پایه وب استوار است. که در سال ۱۹۹۷ افتتاح شد. ایمیل یاهو بیش از ۲۶۰ میلیون کاربر را سرویس می‌دهد.
در حال حاضر یاهو ۲ نسخه از ایمیل یاهو را ارائه می‌دهد. یکی از آن‌ها مایکروسافت آوت لوک است و دیگری تحت وب و مانند Ajax می‌باشد.
در اوایل  سال ۲۰۰۸ یاهو آغاز به سرویس دهی نامحدود از نظر فضای اختصاص داده شده به کاربران حتی به کاربرانی که هیچ هزینه‌ای پرداخت نمی‌کردند، برای ذخیره ایمیل‌های خود کرد. 
این کار پاسخی در مقابل رقابت  با شرکت free-webmail بود.

### تاریخچه
تاریخچه ایمیل یاهو، با جوجو هلی، بانکدار و سرمایه‌گذار مقیم یاهو از نوامبر ۱۹۹۶ که با مالکان تمامی سرویسهای یاهو از زمانی که ایجاد شد سر و کار دارد، آغاز شد. 
او می‌گوید 
```
«هیچ کس با کار شما به اندازه کارمندانتان آشنایی ندارد.» 
```

بر طبق گفته او اصلی‌ترین سؤالی که به ذهن می‌رسد این است که 
آیا
```
« بسازد...؟ بخرد...؟  یا اجاره کند...؟ » 
```

پاسخ به این سؤال در واقع به رشد رقیبان و جایگاه فعلی آن‌ها در شرکت بستگی دارد. 
اصلی‌ترین دلیل برای خرید لوازم این بود که به تجارت سرعت بخشد.
بالا رفتن تعداد کاربران اینترنت، به ترقی تکنولوژی ایمیل منجر شد.
همچنین باعث ایجاد یک محیط رقابتی شد به‌طوری‌که در این رقابت حرف اول را شرکتی می‌زد که قادر باشد سرویس ایمیل بهتری ارائه دهد و کاربران بیشتری جذب کند. 
به این ترتیب ایمیل یکی از ویژگی‌های مهم شرکت‌های اینترنتی شد.

### آموزش
ایمیل یا همان پست الکترونیکی یکی از پر طرفدارترین محصولات یاهو می‌باشد. این امکان علاوه بر یاهو در گوگل نیز با عنوان جیمیل موجود است. که امکان ارسال و دریافت نامه‌های الکترونیکی را با سرعت بالا و به صورت رایگان فراهم می‌کند.
ابتدا نحوه ایجاد آن را بررسی می‌کنیم. برای شروع ابتدا وارد سایت یاهو به آدرس www.Yahoo.com می‌شوید، در قسمت بالای صفحه سمت راست ، Sign In را کلیک کنید، پنجره‌ای باز می‌شود که از شما آدرس پست الکترونیکی و رمز عبور را می‌خواهد، این قسمت زمانی به کار می‌رود که شما قبلاً برای خود ایمیل باز کرده باشید.
در غیراینصورت قسمت پایین صفحه روی کلمه Sign Up کلیک کنید، به صفحه‌ای هدایت خواهید شد که حاوی یک فرم ثبت نام است. این فرم از شما اطلاعاتی در مورد نام، نام خانوادگی، سن و مشخصاتی از این قبیل می‌خواهد. 
دقت کنید که یاهو برای افراد زیر ۱۸ سال اجازه ایجاد پست الکترونیکی را نمی‌دهد. پس از وارد کردن مشخصات خود، آدرس ایمیل دلخواه خود را وارد کنید. سپس گذرواژه انتخابی را وارد نمایید، بهتر است رمز عبور شما حاوی علایم، حروف و اعداد باشد تا امنیت پست الکترونیکی شما تا حدودی تضمین شود. سؤالی به دلخواه خود از بین سؤالات پیشنهادی یاهو انتخاب کرده و پاسخ مورد نظرخود را تایپ کنید، این سؤال به یاهو کمک خواهد کرد که اگر شما آدرس ایمیل یا رمز عبور خود را فراموش کردید، شما را شناسایی کند و آن را به ایمیل دومی که در همان صفحه که البته به صورت اختیاری وجود دارد ارسال می‌کند. در قسمت آخر یک سری حروف بی معنی و کج و معوجی نمایش داده می‌شوند و از شما خواسته می‌شود که همان کلمات را در کادر پایین تایپ کنید . این کار به دلیل جلوگیری از راهیابی یک سری برنامه‌های مخرب به سیستم و ایجاد ایمیل‌های بی استفاده توسط آنهاست که بعدها برای یاهو مشکل ساز خواهد بود. در آخرین مرحله مطالبی در مورد قوانین ایمیل یاهو نوشته شده که پیشنهاد می‌شود آن را مطلعه کرده و تأیید کنید. حال روی قسمت پایین کلیک کنید.
اگر تمام مراحل را به درستی انجام داده باشید پنجره‌ای باز می‌شود و ورود شما را به ایمیلتان تبریک می‌گوید.